# (73402) 2002 LA23
(73402) 2002 LA23 – planetoida z pasa głównego asteroid okrążająca Słońce w ciągu 5,71 lat w średniej odległości 3,19 j.a. Odkryta 8 czerwca 2002 roku.